# Diócesis de Cominges
La diócesis de Cominges (en latín: Dioecesis Convenarum ; en occitano: diocèsi de Comenge) es una antigua diócesis de la Iglesia católica en Francia ubicada en Cominges.

## Historia
En el siglo XII, durante su largo pontificado (1083-1123), el obispo Beltrán de Cominges construyó una iglesia sobre la roca dominante de Lugdunum Convenarum.
La diócesis padeció por entonces la herejía albigense, particularmente en el Valle de Arán: contó con la oposición de los obispos de Cominges de la Universidad de Toulouse. Felipe IV de Francia cedió el Valle de Arán al rey de Aragón, pero este valle eclesiásticamente siguió perteneciendo a la diócesis de Cominges.
Cuando Beltrán de Cominges fue canonizado por el Papa Clemente V, su antiguo obispo de Cominges también (1295-1299), en 1309, Lugdunum Convenarum tomó el nombre de San Beltrán de Cominges y fue dotada de una nueva catedral. .
Al menos cinco obispos de Comminges fueron igualmente de la familia de los condes de Cominges.
Durante el gran cisma, la diócesis de Comminges siguió unánimemente al papado de Aviñón.
Durante las guerras de religión varios saqueos tuvieron lugar por parte de bandas hugonotes de Navarra. Los enfrentamientos se produjeron entre el obispo Pedro de Albret (1561-1567), nombrado por Pío IV, que esperaba así mantener a Navarra en el catolicismo, y su sobrina Juana de Albret, reina de Navarra, que se convirtió al protestantismo en 1560. Buscando el amparo del rey de España, Pedro de Albret se retiró después y su sede episcopal fue asignada a Carlos III de Borbón, hijo natural del rey consorte de Navarra Antonio de Borbón, que se mantuvo como católico (1569-1579).
Tras este convulso período, la restauración religiosa de la diócesis se operó a continuación gracias a los buenos oficios de obispos como Bartolomé de Donadieu de Griet (1625-1637). Se creó un seminario confiado a los jesuitas, un centro educativo para niñas, un hospital y se establecieron oficinas de caridad en el campo.
En 1786, la diócesis contaba con 160.000 feligreses, 231 sacerdotes y 523 presbíteros.
La diócesis se suprimió mediante la Constitución Civil del clero sin que fuera restablecida tras el consulado de 1801. El último obispo de Cominges, Antonio Eustaquio de Osmond, (1785-1801), dimitió y fue nombrado obispo de Nancy por Napoleón. Mediante la bula Qui Christi Domini del 29 de noviembre de 1801, el papa Pío VII repartió su territorio entre la archidiócesis de Toulouse y la diócesis de Bayona.

## Territorio
La diócesis confinada: en el norte, con las diócesis de Auch y Lombez; al este, con los de Rieux y Couserans; al sur, con las de Huesca y Barbastro, en Aragón, y Urgell, en Cataluña; y, al oeste, con la de Tarbes.
Once parroquias quedaron bajo la generalidad de Toulouse y la intendencia de Languedoc.